# Aidia wattii
Aidia wattii là một loài thực vật có hoa trong họ Thiến thảo. Loài này được G.Taylor mô tả khoa học đầu tiên năm 1944.